# آلان رويز
آلان رويز (19 أغسطس 1993 بلابلاتا في الأرجنتين - ) هو لاعب كرة قدم أرجنتيني وإيطالي في مركز الوسط. شارك مع منتخب الأرجنتين تحت 20 سنة لكرة القدم ومنتخب الأرجنتين تحت 23 سنة لكرة القدم. أما مع النوادي، فقد لعب مع جيمناسيا لابلاتا وسبورتينغ لشبونة وغريميو بورتو أليغرينزي ونادي أتليتيكو كولون ونادي سان لورينزو.

## وصلات خارجية
- آلان رويز على موقع الاتحاد الدولي (مؤرشف)  (الإنجليزية)
- آلان رويز على موقع قاعدة بيانات كرة القدم.إي يو (الإنجليزية)
- آلان رويز على موقع Soccerway.com (الإنجليزية)
- آلان رويز على موقع عالم كرة القدم.نت (الإنجليزية)
- آلان رويز على موقع AS.com (الإسبانية)